# Molino los Arcos
Molino los Arcos är en ort i Mexiko.   Den ligger i kommunen San Cristobal De Casas och delstaten Chiapas, i den sydöstra delen av landet, 800 km öster om huvudstaden Mexico City. Molino los Arcos ligger 2 141 meter över havet och antalet invånare är 763.
Terrängen runt Molino los Arcos är huvudsakligen kuperad. Molino los Arcos ligger nere i en dal. Runt Molino los Arcos är det tätbefolkat, med 459 invånare per kvadratkilometer. Närmaste större samhälle är San Cristóbal de las Casas, 3,7 km väster om Molino los Arcos. I omgivningarna runt Molino los Arcos växer i huvudsak städsegrön lövskog.